# Codice Civile sulla Robotica nell'Unione europea

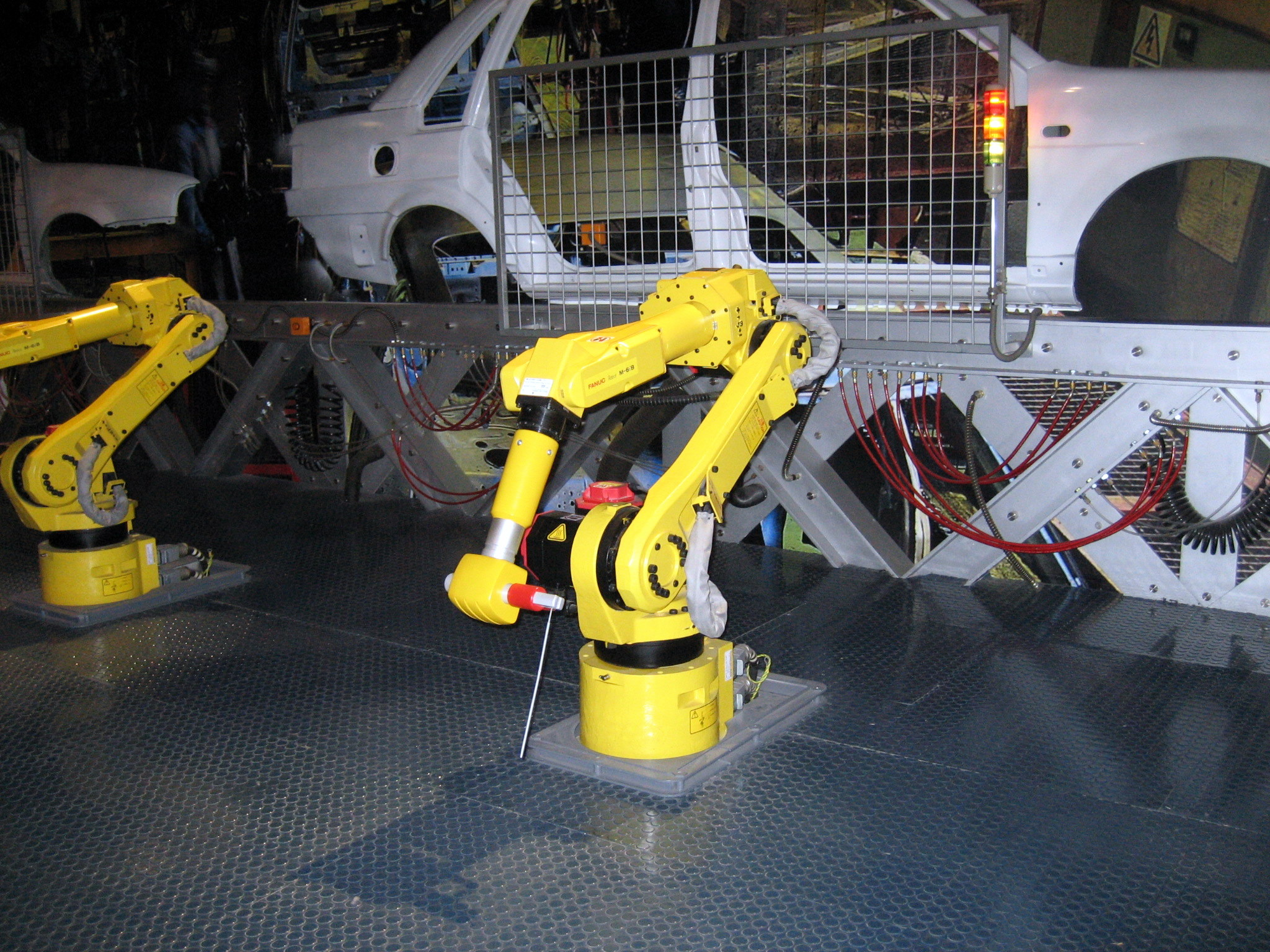
Un esempio di Robot operaio

Le raccomandazioni sui diritti civili dell'Unione Europea (UE) riguardanti la robotica sono contenute nella Risoluzione del Parlamento europeo P8_TA(2017)0051 del 16 febbraio 2017 . Queste raccomandazioni sono state rivolte alla Commissione Europea affinché questa elabori una proposta di direttiva ed hanno l'obiettivo di aggiornare e completare l'attuale disciplina comunitaria in materia. La risoluzione contiene linee guida che dovrebbero riflettere la complessità della odierna robotica e delle sue implicazioni sociali ed etiche e la necessità di un quadro etico preciso ed efficace per guidare la progettazione, la produzione e l'uso di robot e intelligenza artificiale.

## Quadro storico
Attualmente, vi è una nuova era, ossia quella della robotica e dell'intelligenza artificiale,la quale pare sia apparentemente pronta a scatenare una nuova rivoluzione industriale, per questo è della massima importanza che i legislatori inizino a meditare sulle conseguenze etiche e legali di queste tecnologie.
Negli ultimi 200 anni, il tasso di occupazione è aumentato esponenzialmente grazie allo sviluppo tecnologico; la crescita nel campo della robotica e dell'intelligenza artificiale può potenzialmente cambiare interamente il modo in cui viviamo, il modo in cui lavoriamo, nonché migliorare l'efficienza e la qualità dei servizi forniti.
Tra il 2010 e il 2015, le vendite di robot sono aumentate in media del 17% ogni anno, inoltre,solo nel 2015 è stato registrato il maggior aumento annuale di vendite che sia mai stato osservato (33%) nel settore della robotica, il quale si è triplicato negli ultimi 10 anni.

## Etica
Il parlamento europeo ha convenuto che, anche se esiste un enorme potenziale nell'uso della robotica, vi è anche una grande minaccia alla sicurezza umana, avendo concordato sulla minaccia che i robot possono presentare, è stato proposto un possibile aggiornamento dell'attuale quadro giuridico dell'Unione europea, al fine di allineare i suoi principi etici con la complessità della robotica moderna.
Nel particolare, è stato emanato un codice di condotta per i progettisti di robot e per i comitati di ricerca sulle questioni riguardanti la robotica, in questo codice vengono espressi tutti i valori ed i diritti stabiliti nell'articolo 2 del trattato dell'Unione Europea e nella carta dei diritti fondamentali.
I robot devono seguire il principio di trasparenza, ovvero deve essere possibile in qualsiasi momento di comprendere i motivi alla base di una decisione presa con l'aiuto dell'IA (Intelligenza Artificiale), se questa scelta può influenzare la vita di una o più persone, deve sempre essere possibile semplificare i calcoli fatti dal sistema in modo che siano leggibili da un essere umano. I robot devono quindi essere dotati di un sistema che consenta loro di salvare tutte le transazioni che effettuano, come una scatola nera di un aeroplano.
Il parlamento europeo suggerisce inoltre di prestare particolare attenzione ai robot che possono attaccare la riservatezza di un qualsiasi individuo, il motivo alla base di questa affermazione è  che questi vengono trovati tradizionalmente in luoghi protetti e fuori dalla portata di persone estranee al suo sviluppo.

## Principi
Secondo il Parlamento europeo un robot si può considerare "autonomo" se è in grado di imparare attraverso l'esperienza e / o le interazioni, se si adatta al proprio ambiente e se è in grado di scambiare dati con esso. Il parlamento ha stabilito inoltre che i robot e l'IA ( Intelligenza Artificiale ) devono essere progettati per servire esclusivamente gli esseri umani, con il fine di raggiungere questo obiettivo è essenziale che gli umani abbiano il pieno controllo delle decisioni che vengono prese da un robot o da un IA.

## Obiettivi
1. Proteggere gli esseri umani dai danni causati dai robot.
2. Rispettare la negazione dell'attenzione da parte di un robot.
3. Proteggere la libertà umana dai robot.
4. Proteggere l'umanità dalle violazioni della privacy commesse da un robot.
5. Gestire i dati personali elaborati da robot.
6. Proteggere l'umanità dal rischio di manipolazione da parte dei robot.
7. Evitare di perdere legami sociali.
8. Assicurare una parità di accesso ai progressi della robotica.
9. Limitare l'accesso umano alle tecnologie di miglioramento[4]

## Linee guida
Il Parlamento europeo ha ritenuto necessaria l'introduzione all'interno dei principi di progettazione, un sistema che copra tutti gli aspetti del funzionamento di un robot, sia per la progettazione hardware che per quella software e per qualsiasi elaborazione dei dati all'interno o all'esterno di una piattaforma al fine di incrementare la sicurezza, questo sistema è stato proposto nell'allegato alla risoluzione della Commissione di Strasburgo.

## Ambito di applicazione del documento approvato dal Parlamento europeo
Secondo il Parlamento europeo lo sviluppo odierno di macchine intelligenti e autonome mira a darle la capacità di pensare e prendere decisioni in modo indipendente, il che, a sua volta, porta non solo vantaggi economici, ma anche una possibile minaccia per la società. Questo perché l'apprendimento automatico offre enormi vantaggi economici e innovativi alla società, migliorando notevolmente la capacità di analizzare i dati, senza garantire l’indiscriminazione, la trasparenza e l'intelligibilità dei processi decisionali.
È necessario considerare quali saranno i principali lavori interessati da questo sviluppo.
L'automazione deve essere un'opportunità che consenta alle persone di liberarsi dei compiti più monotoni e che possa consentire loro di dedicarsi ad altri compiti più creativi. Secondo le ultime ricerche, i lavori in più rapida crescita sono quelli nei quali un individuo deve sviluppare o utilizzare una macchina per compiti specifici.
A causa dell'aumento dei divari sociali e della diminuzione della classe media, bisogna tener conto del fatto che la robotica può essere tenuta in un'alta condensazione per l'aumento della ricchezza e per il controllo del potere a favore di una minoranza.
Lo sviluppo dell'intelligenza artificiale e della robotica influenzerà l'occupazione, il che può creare nuove preoccupazioni in merito alla responsabilità; Notando che il regolamento ( UE ) 2016/679 del Parlamento europeo e del Consiglio costituisce un quadro giuridico per la protezione dei dati personali, potrebbe essere necessario affrontare altri aspetti relativi all'accesso ai dati e alla protezione dei dati personali. L'evoluzione della robotica deve quindi proteggere la conservazione della dignità dell'individuo ed è necessario prendere in considerazione il fatto che sia possibile che nel prossimo futuro l'intelligenza artificiale possa superare l'intelligenza umana.
Numerosi paesi stranieri, come gli Stati Uniti, il Giappone, la Cina e la Corea del Sud, stanno favorendo la nascita di misure normative nei settori della robotica e dell'intelligenza artificiale e in alcuni casi queste misure sono già in corso; alcuni Stati membri hanno già iniziato a riflettere sulla possibile creazione di norme giuridiche o sull'introduzione di modifiche legislative al fine di esaminare le nuove applicazioni di tali tecnologie.
Va tenuto presente che le industrie europee potrebbero beneficiare se ci fosse un adeguato quadro normativo, con un approccio efficiente, trasparente e coerente che implichi condizioni sufficientemente chiare per consentire alle imprese di realizzare lo sviluppo di applicazioni e pianificare i propri modelli di business su vasta scala. Tutto ciò in modo tale da garantire che gli Stati dell'UE mantengano controllo sulle norme da stabilire, in modo che non siano costretti ad adottare o accettare standard stabiliti da paesi terzi che potrebbero essere all'avanguardia nello sviluppo della robotica e dell'intelligenza artificiale;
Considerando che le leggi di Asimov sono rivolte a progettisti, produttori e operatori di robot, compresi i robot che hanno autonomia e capacità di autoapprendimento integrate, poiché queste leggi non possono essere tradotte in codice macchina, è necessario avere una serie delle norme in materia di responsabilità, trasparenza che riflettono i valori umanistici europei e universali che caratterizzano il contributo dell'Europa alla società; inoltre queste norme non dovrebbero influire sul processo di ricerca, innovazione e sviluppo nel campo della robotica.

## Affidabilità
Avendo lo scopo di garantire efficienza, coerenza e trasparenza nella certezza del diritto dell'intera Unione europea, bisogna analizzare la responsabilità civile dei danni causati dai robot. Le relazioni robot-uomo devono essere fondate su relazioni di interdipendenza di base, in modo da definire quali informazioni possono essere condivise tra esseri umani e robot, formando così una base comune tra loro. Il futuro strumento legislativo dovrebbe valutare approfonditamente se debba essere utilizzato un approccio di responsabilità oggettiva. La gestione dei rischi non consiste in quella persona che ha agito negligentemente, ma piuttosto in quella qualificata per minimizzare i rischi e gestire un impatto negativo.
Il parlamento dell'UE ha dichiarato: “Il futuro strumento legislativo dovrebbe basarsi su una valutazione approfondita effettuata dalla Commissione che definisce se applicare la responsabilità oggettiva o l'approccio alla gestione dei rischi. Sarebbe conveniente stabilire un regime assicurativo obbligatorio, che potrebbe essere basato sull'obbligo del produttore di firmare un'assicurazione per i robot autonomi fabbricati da lui. Il sistema assicurativo dovrebbe essere integrato con un fondo per garantire il risarcimento dei danni in caso di assenza di copertura assicurativa.
Qualsiasi decisione politica sulle regole di responsabilità civile applicabili ai robot e all'intelligenza artificiale dovrebbe essere presa dopo aver consultato un progetto di ricerca e sviluppo a livello europeo specializzato in robotica e neuroscienza, in modo che scienziati ed esperti siano in grado di valutare tutti i rischi e le conseguenze ad essi associati; "

## Dispositivi interessati

### Mezzi di trasporto

#### Veicoli autonomi
Vengono coperti tutte le forme di trasporto su strade, ferrovie, vie navigabili interne, ed anche i trasporti a pilotaggio remoto e autonomi, compresi veicoli, treni, navi, traghetti, aerei e droni, in più si includono tutti i nuovi modi di trasporto che saranno sviluppati in futuro.
Il settore automobilistico è tra tutti quello che più necessita di una riforma urgente o di un aggiornamento delle norme dell'UE e del mondo, in modo da garantire lo sviluppo di questi veicoli automatizzati e autonomi al fine di realizzare un'operazione nel settore finanziario e quindi beneficiare degli effetti positivi di questo sviluppo tecnologico. L'ostacolo all'attuazione di questi nuovi sistemi automatici nei sistemi di trasporto urbano deve essere preso in considerazione e questo potrebbe generare competitività a livello europeo.
È necessario tenere conto del fatto che se il sistema automatico in questione è quello che controlla il veicolo, deve anche dare la disponibilità di un'acquisizione da parte del conducente. Ciò è necessario poiché il tempo di reazione del conducente è di grandissima importanza e, pertanto, le parti interessate dovrebbero fornire valori realistici che determinano gli aspetti di sicurezza e responsabilità.
Secondo il Parlamento Europeo la transizione dei veicoli automatizzati avrà un impatto sui seguenti aspetti: responsabilità civile e sicurezza stradale, tutte le questioni relative all'ambiente, ai dati e alle nuove tecnologie, infrastrutture e occupazioni (formazione dei conducenti di veicoli pesanti per l'uso dell'automazione veicoli). Inoltre il Parlamento sottolinea che saranno necessari grandi investimenti nelle infrastrutture stradali, energetiche e delle nuove tecnologie e quindi chiede alla Commissione di esaminare gli aspetti menzionati nel suo lavoro sui veicoli autonomi.
Di importanza decisiva è l'affidabilità della posizione e le informazioni temporali fornite dai programmi europei di navigazione satellitare Galileo ed EGNOS usati per l'implementazione di veicoli autonomi. È stata esortata la preparazione e il lancio tempestivo dei satelliti necessari per completare il sistema di posizionamento europeo Galileo.
Questi nuovi trasporti automatizzati sono anche di grande rilevanza per le persone con mobilità ridotta, poiché la loro partecipazione al trasporto su strada individuale è migliorata e questo semplifica la loro vita quotidiana.

#### Droni
Comunemente noto come un veicolo aereo senza pilota, dall'inglese "unmanned aero vehicle" (UAV), un UAV come ci suggerisce il nome è un aereo non tripulato, in grado di volare in modo autonomo, controllato da un utente esterno ad esso, questi veicoli vengono comunemente alimentati da un motore a scoppio, elettrico o "a reazione".
Il Parlamento europeo ha riconosciuto i progressi compiuti dai droni, in particolare nel campo della ricerca e del salvataggio, inoltre è stata sottolineata l'importanza di utilizzare i droni per proteggere la sicurezza e la privacy dei cittadini dell'UE. Allo stesso modo,la Commissione Europea è tenuta a monitorare le raccomandazioni formulate nella Risoluzione del Parlamento europeo del 29 ottobre 2015 sull'uso sicuro dei sistemi aerei a pilotaggio remoto ( RPAS ), comunemente noti come veicoli aerei senza equipaggio (UAV), nel settore dell'aviazione civile. La Commissione è stata inoltre sollecitata a effettuare valutazioni dei problemi di sicurezza legati all'uso dei droni, ed è stato chiesto alla Commissione di studiare la necessità di introdurre un sistema obbligatorio per il monitoraggio e l'identificazione dei sistemi RPAS che consenta di conoscere in tempo reale la loro posizione di volo. Inoltre è stato ricordato che l'omogeneità e la sicurezza degli aeromobili senza pilota devono essere garantite dalle misure stabilite dal regolamento (CE) n. 216/2008 del Parlamento europeo e del Consiglio.

### Robot di cura
I robot di cura sono i robot che hanno come scopo principale la prevenzione, l'assistenza, il monitoraggio e le funzioni di compagnia per gli anziani o per le persone affette da demenza, disturbi cognitivi e/o perdita di memoria.